# Antonio da Ponte

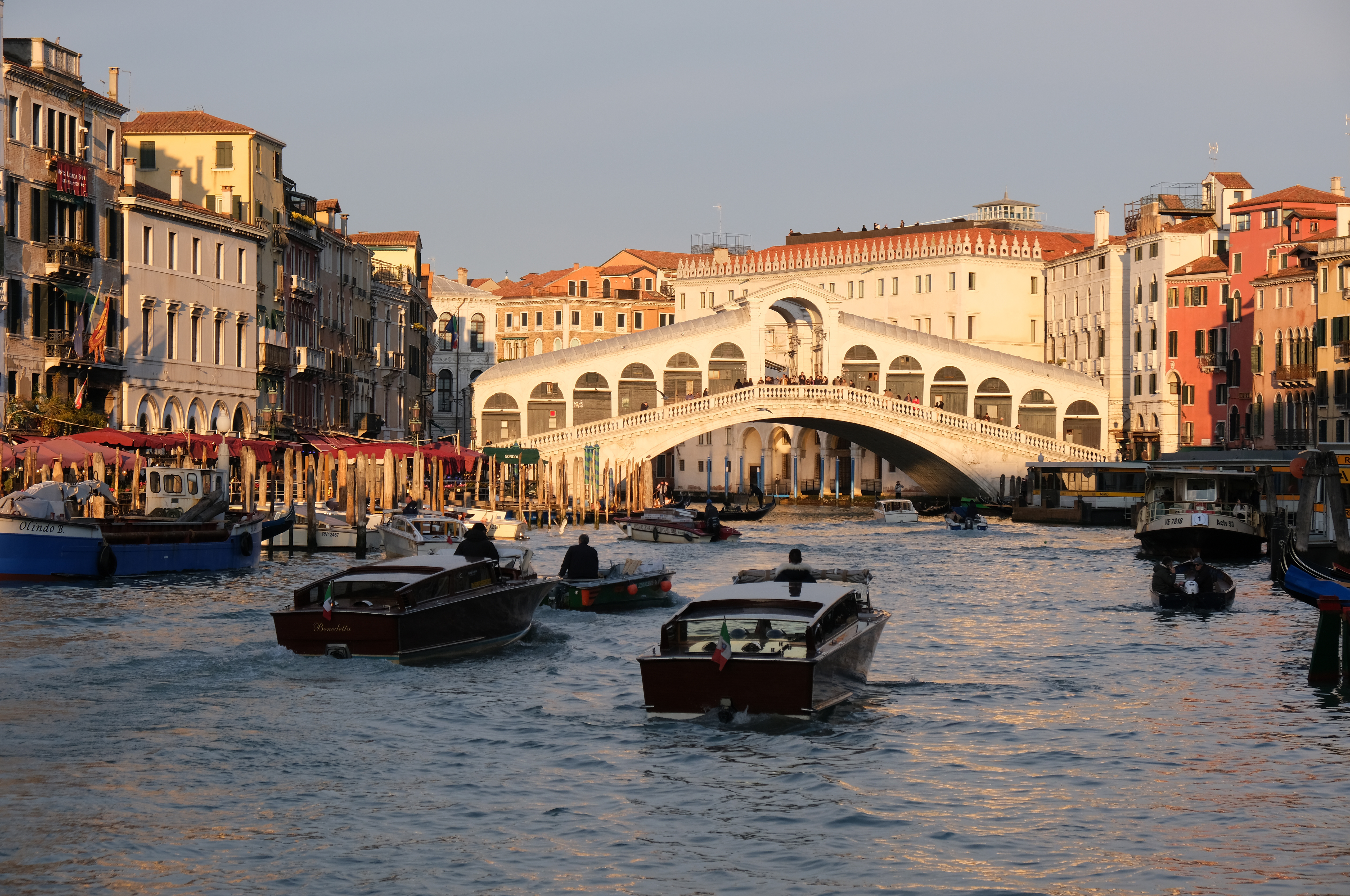
Rialtobrücke

Antonio da Ponte (* 1512 in Venedig; † 22. März 1597 ebenda) (Herkunftsort Ponte Capriasca ?), war ein venezianischer Baumeister und der Onkel von Antonio Contin, dem Erbauer der Seufzerbrücke.
Er war der Architekt der Provveditori al Sal, die neben dem Salzmonopol auch für die Pflege und Erhaltung der öffentlichen Gebäude der Stadt zuständig waren.
Er baute mit Guglielmo Bergamasco die innere Fassade des Dogenpalastes und zusammen mit Antonio Paleari von Morcote die Rialtobrücke. Von ihm stammt der Plan des neuen Gefängnisses (gemeinsam mit Zan Maria de’ Piombi), sowie des Neubaues der Cordiere (Seilerei) im Arsenale. Die von ihm entworfene Kirche der Incurabili wurde in napoleonischer Zeit völlig zerstört.